# Gianni Locatelli
Gianni Locatelli (Desio, 31 ottobre 1938) è un giornalista e dirigente d'azienda italiano, presidente dell'Università degli Studi Giustino Fortunato.

## Biografia
Giornalista professionista, ha lavorato dapprima al quotidiano Il Giorno; in seguito diviene caporedattore de la Repubblica-Lombardia. Ha fatto il suo ingresso al quotidiano economico il Sole 24 Ore, di cui è poi diventato direttore nel 1983 (in dieci anni portò da 95.000 a oltre 300.000 le copie vendute dal giornale economico).

Ha lasciato per due anni il giornalismo per ricoprire la carica di direttore generale della Rai (1993-1994), quindi è diventato nel novembre 1994 per un breve periodo amministratore delegato e vicedirettore de La Voce di Indro Montanelli.
Tra le altre cariche ricoperte vi è stata quella di vicedirettore del settimanale Il Mondo (gestione Rizzoli).
Dal 1997 al 1999 è presidente della Società Serravalle-Milano-Ponte Chiasso, dal 1997 al 2002 commissario straordinario dell'Istituto dei tumori di Milano, quindi presidente di una società di trading di energia elettrica.
Dal 2006 è presidente del consiglio d'amministrazione dell'Università degli Studi Giustino Fortunato.